# Beth Aramaye
Beth Aramaye (Aramees: ܒܝܬ ܐܪ̈ܡܝܐ) land van de Arameeërs, was een regio gelegen in Mesopotamië in het huidige centraal Irak. De term Beth Aramaye wordt gebruikt om de regio en de Sassaniden-provincie Asoristan in Irak tussen de Jabal Ḥamrīn en Maysān aan te duiden. De bewoners gebruikten zelf de term Beth Aramaye voor hun regio/land en gebruikten de term zelf Asoristan niet. 
In het jaar 1000 v. Chr zijn in dezelfde regio 35 Aramese stammen geregistreerd in teksten in Akkadisch spijkerschrift.
Een mopat van Beth Aramaye wordt getuigd onder Ḵosrow I (reg. 531-79) toen Mar Aba Nestoriaanse catholicos was (540-52). Deze provincie verdween als administratieve eenheid als gevolg van de hervormingen van Ḵosrow I, maar Elias van Nusaybin noemt Ziad (44/664) en al-Hajjaj (75/694) gouverneurs van Beth Aramaye in het Syrisch voor Irak in zijn Arabische tekst. De Nestoriaanse kerkprovincie Beth Aramaye, afhankelijk van de patriarchale zetel in Seleucia, wordt vermeld in 486, 544, ca. 612, midden achtste eeuw, ca. 900, en in de twaalfde eeuw, en omvatte de bisdommen Kashkar (Waset), Beth Daraye, Zawabi, Hira en Anbar.

## Etymologie
De term Beth Aramaye is Aramees en betekent in het Aramees land van de Arameeërs. Veel Aramese koninkrijken, stadsstaten, steden, dorpen gebruiken de term 'Aram' om de Aramese oorsprong te benadrukken, of beginnen met 'Bit/Beth', dat 'huis/land van' betekent.